# كيم جراجديك
كيم جراجديك (بالألمانية: Kim-Alice Grajdek)‏ مواليد 30 مارس 1991 في لانغنهاغن، ألمانيا، هي لاعبة كرة مضرب ألمانية تلعب باليد اليمنى وتحتل حالياً المرتبة 866 (30 نوفمبر 2015) في تصنيف رابطة محترفات كرة المضرب. أعلى تصنيف لها في الفردي كان 405. أعلى تصنيف لها في الزوجي كان 332.

## النهائيات

### الفردي (1–1)
| الحصيلة | الرقم | التاريخ       | الدورة           | الأرضية | المنافس               | النتيجة        |
| ------- | ----- | ------------- | ---------------- | ------- | --------------------- | -------------- |
| الوصافة | 1.    | 31 يناير 2011 | قلمرية، البرتغال | صلبة    | روكيو دي لا تور سانشز | 5–7, 0–4, ret. |
| الفوز   | 1.    | 8 سبتمبر 2014 | أنطاليا، تركيا   | صلبة    | كانامي تساجي          | 6–3, 6–4       |

## روابط خارجية
- كيم جراجديك على موقع رابطة محترفات التنس (الإنجليزية)
- كيم جراجديك على موقع الاتحاد الدولي لكرة المضرب (الإنجليزية)